# Irakasandra, Gubbi
Irakasandra là một làng thuộc tehsil Gubbi, huyện Tumkur, bang Karnataka, Ấn Độ.